# Veliko suđenje (1961.)
Veliko suđenje, hrvatski dugometražni film iz 1961. godine.